# Família Acciaiuoli

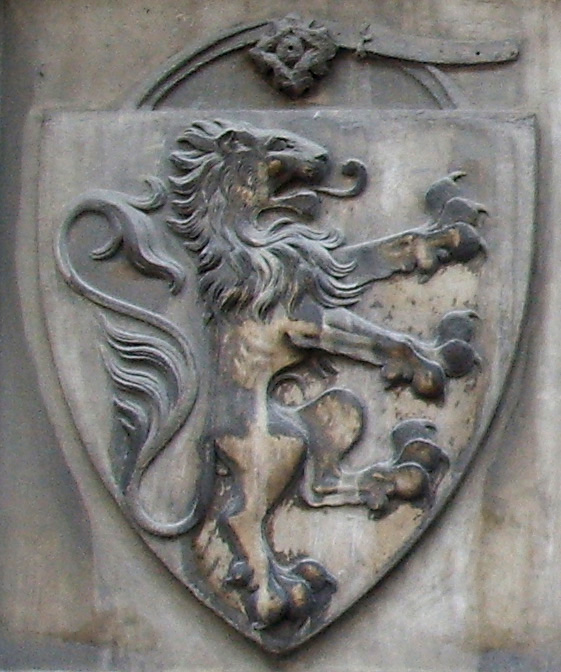
Armas da família Acciaiuoli, em baixo relevo, no exterior da igreja de Santa Maria Novella, em Florença.

Acciaiuoli é um nome de família de origem florentina, presente em Portugal e no Brasil.
A família Acciaiuoli (também  Acciaioli, Acciajuoli e, no Brasil,  Acioli, Accioli, Acyoly, Accioly, Aciole ou Accadrolli) foi, durante o Renascimento, uma das mais importantes famílias de Florença. Um ramo da família teve numerosos feudos e foi muito influente no Reino de Nápoles. Além disso, alguns dos seus expoentes se tornaram soberanos do Ducado de Atenas. 
A linhagem brasileira iniciou-se na Capitania de Pernambuco em princípios do século XVII.

## Origens

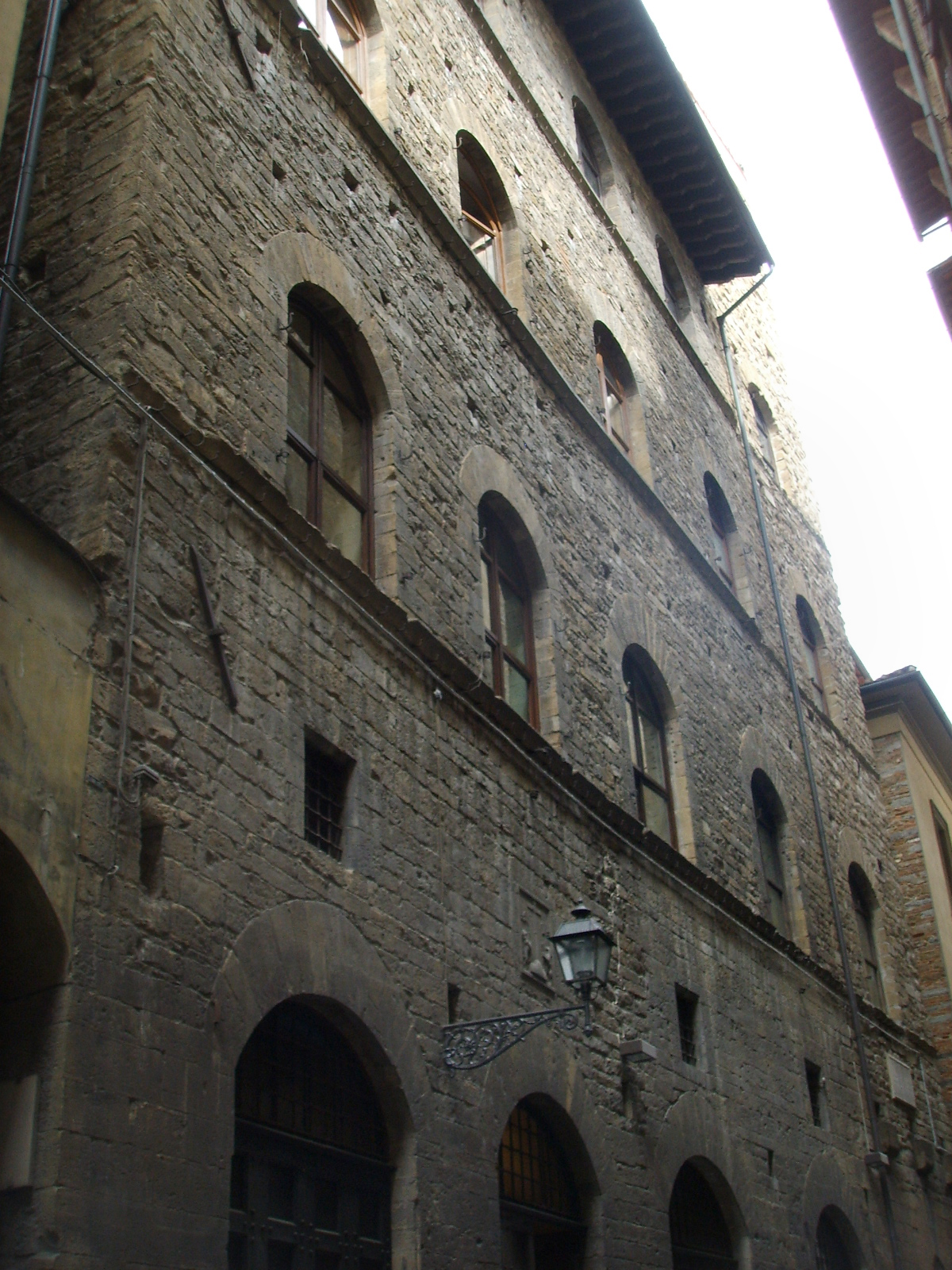
Palácio Acciaiuoli, em Florença.

Trata-se, na origem, de uma proeminente família guelfa de Florença. Uma narrativa semi-lendária, mas repetida nas principais genealogias conta que, em 1160, certo Gugliarello Acciaiuoli, diante de um iminente ataque de Frederico Barba Ruiva a Bréscia, foge da cidade e se fixa em Florença, onde se torna comerciante de lã e banqueiro. Como havia sido armeiro em Bréscia, toma o nome Acciaiuoli (acciaiuolo em italiano é o artesão que trabalha o aço), e adota como insígnia heráldica as armas de Bréscia. Tal narrativa pode ser lendária: o nome familiar pode também derivar de accia ('meada', em italiano), e os Acciaiuoli podem ter sido, na origem, cardadores de lã. A grafia Azzaroli  é também atestada em diversos documentos, de modo que o nome pode também derivar   de azzaruolo ('azarola'), sugerindo uma origem camponesa. Versões outras do nome familiar em língua italiana, são também  Acciaiuoli  ou Acciajuoli; em latina, Acciai(u)olus.
Ao longo dos séculos, o nome desta família foi registrado com diversas outras grafias, como Accioli, Acioli, Aciole, Accioly, Acioly, Achioli, Achaioli, Acceyoli, Accyoli, Axioules, Acioly, Axioli e Acciajoli. No Brasil, o nome assumiu predominantemente as formas Acyoly, Accioli , Accioly, Accadrolli, Acciolli ou Aciolly.

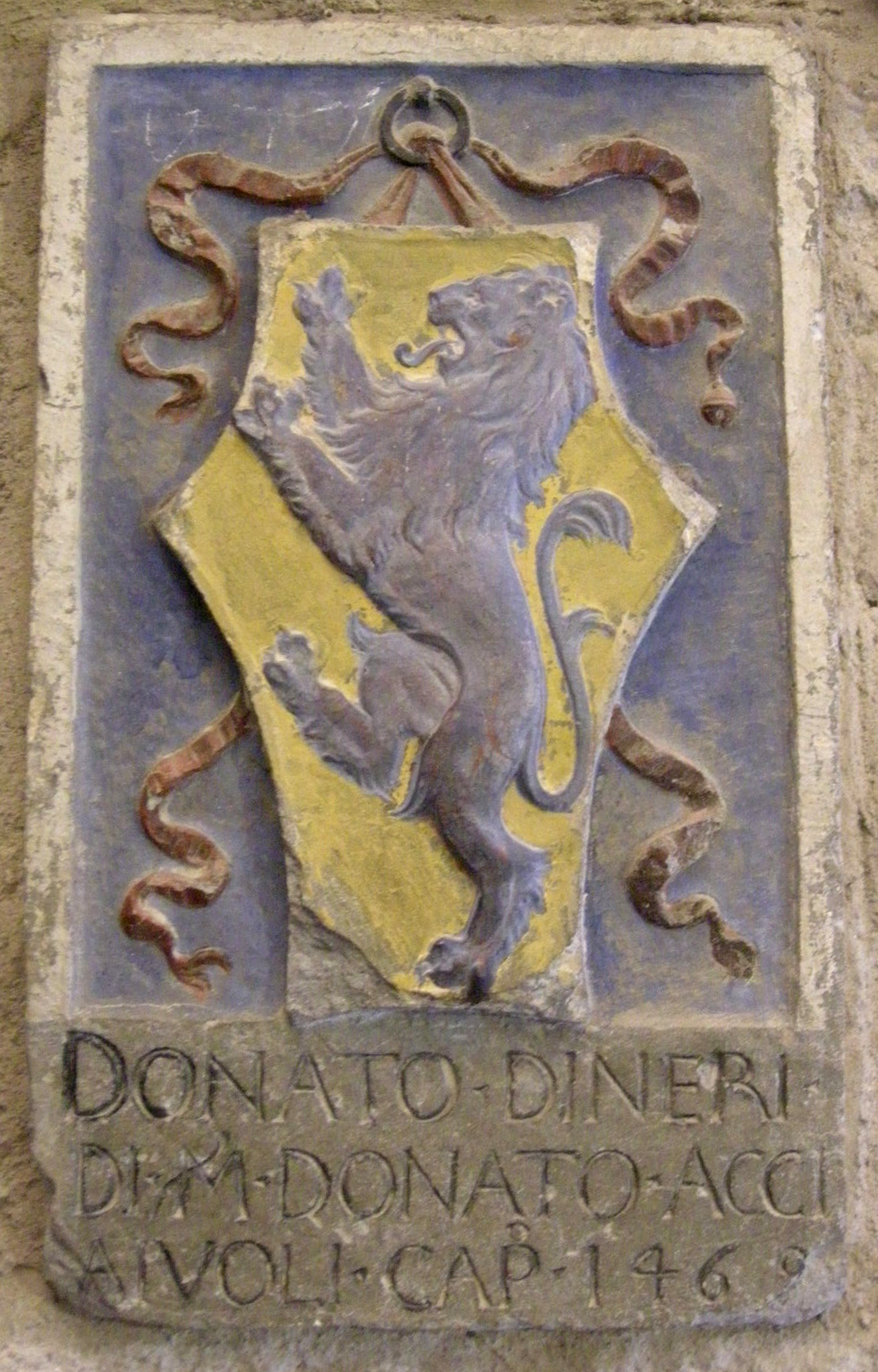
Armas da família Acciaiuoli (de prata com um leão de azul armado e linguado de vermelho), no Palazzo dei Priori de Volterra. A legenda refere-se ao humanista Donato Acciaiuoli (1428-1478).

No século XIII, Acciaiuoli é uma família de banqueiros guelfos e de letrados, como messer Leone degli Acciaiuoli, dado como doutor em leis em 1258. Este Leone funda o Banco Acciaiuoli, ou seja, a Compagna di Ser Leone degli Acciaiuoli e de' suoi compagni, logo com filiais da Grécia à Tunísia, até Londres. Leone torna-se, em 1282, o primeiro membro de sua família a ter funções no governo da cidade, sendo eleito prior e membro da Signoria de Florença em maio de 1282.
Outros membros notáveis desta família são: Nicolau Acciaiuoli (1310-1365), grão-senescal de Nápoles, o primeiro indivíduo não ligado a casas reais a receber a Rosa de Ouro, prêmio dado pelos pontífices romanos a personagens de destaque; Nério I Acciaiuoli, † 1398, senhor de Corinto, na Grécia, e depois Duque de Atenas, fundador de uma dinastia que persistiu até 1460; Donato Acciaiuoli (1428-1478), humanista, companheiro de Lourenço, o Magnífico, tutor e pai adotivo dos filhos de Donato. Do casamento de Laudômia Acciaiuoli com Pierfrancesco de Médici descendem os grãos-duques da Toscana e várias casas reais.

## Passagem a Portugal
Simone Acciaiuoli, falecido em 1544, fixou-se na ilha da Madeira antes de 1512, onde se tornou conhecido como Simão Achioly ou Accioly. Teve, até antes de 1529 o cargo de almoxarife régio na Madeira. Em c. 1530, casou-se com Maria Pimentel, que faleceu em 1541, deixando vasta descendência. De suas relações com a Coroa portuguesa vem a sua inserção no Brasil colonial, dando origem a vários ramos da família, sobretudo em Pernambuco, Alagoas e Ceará. Persistiram também os ramos português e madeirense. Um descendente masculino deste último ramo, Jacinto Acciaiuoli de Vasconcellos, passou a Florença no século XVIII, onde se casou com Marianna Acciaiuoli Torriglione, herdeira do ramo florentino. O filho de ambos, Nicola Diacinto Acciaiuoli de Vasconcellos, nascido em  1753, faleceu em 1834, em Veneza. Nicola Diacinto  tinha os títulos de Marquês de Novi e Conde del Cassero.

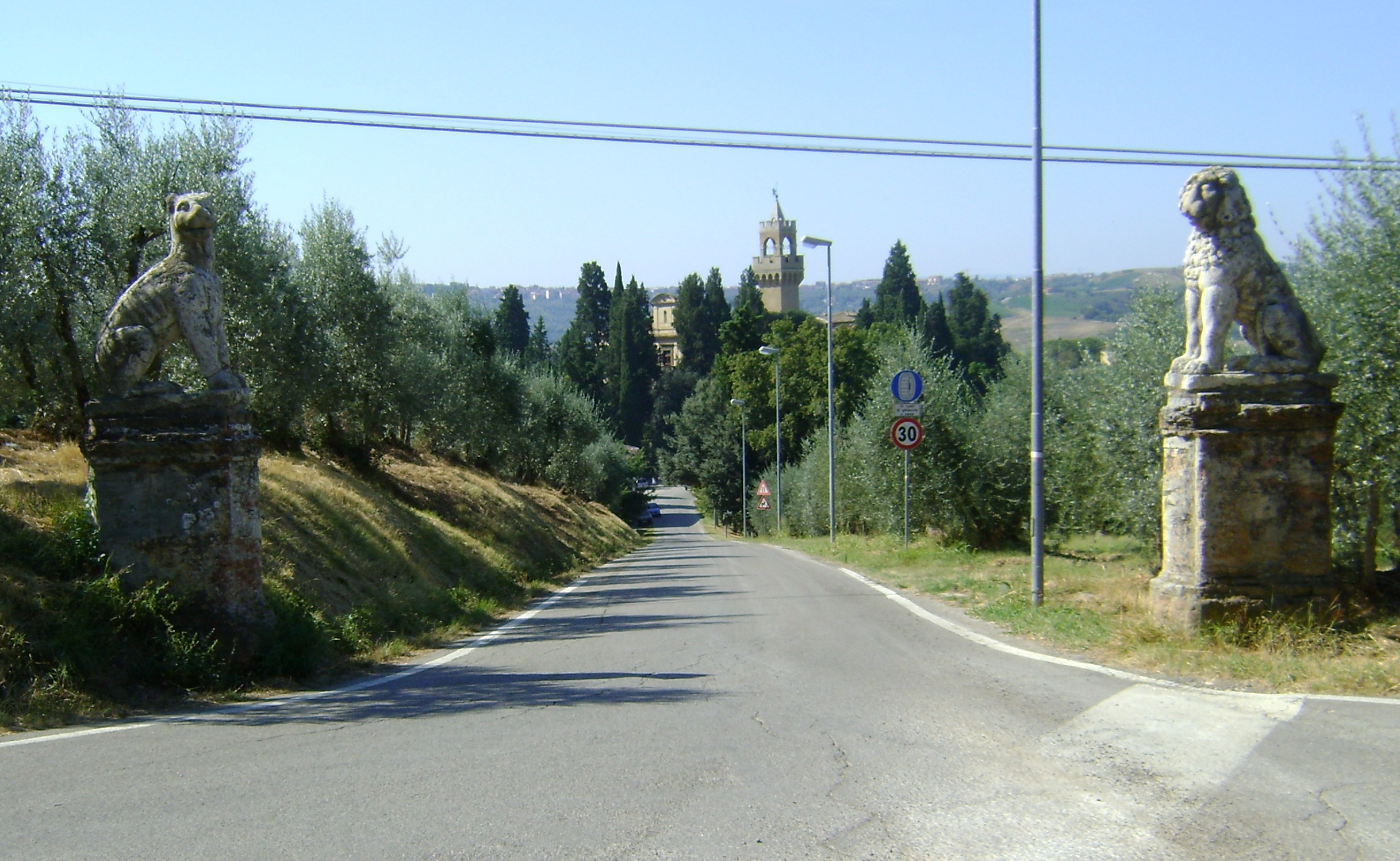
Castelo de Montegufoni, pertencente aos Acciaiuolis do século XII ao XIX, visto da entrada para a Via Volterrana, Toscana..

## Ramo português
O ramo português descende de Genebra Acciaiuoli, dada como filha natural de Simão Achioli e casada com Pedro Folgado, associado comercial de Simão, na Madeira. Deu origem às famílias Fonseca Acciaiuoli e Acciaiuoli de Sá Nogueira; dele descende o Conde de Avilez, Jorge de Avilez, militar português que, no Brasil, rebelou-se contra a independência em 1822, e os Condes das Galvêas.
O ramo madeirense persiste até hoje, numa linha masculina e em linhas femininas.

## Ramos brasileiros
Gaspar Acciaiuoli de Vasconcellos, filho de Zenóbio Acciaiuoli e de Maria de Vasconcelos, neto de Simão e de Maria Pimentel e Drummond, passa ao Brasil em 1618  e se casa, em Pernambuco, com Ana Cavalcanti de Albuquerque, neta de Filippo Cavalcanti — pertencente a outra nobre família guelfa de Florença, os Cavalcantis —, de quem diz-se, sem fundamento, que por motivos políticos teria fugido para Portugal e depois emigrado para o nordeste do Brasil. Na verdade Filippo Cavalcanti, filho de Giovanni Cavalcanti, rico mercador com negócios na corte de Henrique VIII, e de Ginevra Mannelli, herdeira de uma família de fabricantes e negociantes de seda de Florença, passou a Portugal e ao Brasil munido de uma certidão de nobreza assinada pelo próprio Grão-Duque da Toscana, Cosimo II de' Medici. Os Accioli têm ligação de parentesco, tanto em Florença como no Brasil, com os Cavalcanti.
Dos filhos de Gaspar Acciaiuoli descendem os principais ramos que persistem hoje, da família Accioli.
- Moura Accioli - descendem de Zenóbio Acciaiuoli de Vasconcellos, † 1698, e de D. Maria de Moura. Destacam-se, no século XVIII, na guerra dos mascates.
- Nogueira Accioly - sub-ramo dos anteriores, têm importante atuação política no Ceará em começos do século XX, na crise associada ao Padre Cícero.
- Accioly Lins - descendem do casamento, antes de 1670, entre D. Maria Acciaiuoli e José de Barros Pimentel. Vários dignitários e titulares do império brasileiro pertencem a tal ramo.
- Accioli de Vasconcelos - há dois ramos, o da Paraíba e o de Alagoas. Ao ramo de Alagoas pertenceram juristas e militares, sendo seu membro de maior destaque o historiador Inácio Accioli de Cerqueira e Silva.[3]

## Ascendência de Simone Acciaiuoli (ou Simão Achioli)
Em resumo, é a que se segue:
1. Gugliarello Acciaiuoli - passa de Brescia a Florença em 1160; inscreve-se na Arte del Cambio. É banqueiro. C.c. ... Riccomanni. Referido num documento de 1237. Pais de:
2. Riccomanno Acciaiuoli - citado em 1237, casou com uma Guidalotti? Pai de:
3. Acciaiolo Acciaiuoli - do Sesto di Borgo e do povoado da S.S. Trinità, onde, na igreja dos S. S. Apostoli está sua sepultura. Entre outros teve o filho:
4. Lotteringo Acciaiuoli - enterrado em frente ao altar-mor da igreja de’ S.S. Apostoli em Florença. Atestado entre 1260 e 1293; está  entre os que, em 1280, assinam a paz intermediada pelo cardeal latino. Casou-se com Bella di Guido Mancini. Pais de:
5. Leone Acciaiuoli do Consiglio de' Priori em 1311. Pai de:
6. Zanobi Acciaiuoli, que se casou em 1352 com Lena d'Uberto di Lando (Orlando) degli Albizzi. Pai de:
7. Michele Acciaiuoli - dos priores em 1396 e em 1409. Casou com Lisa di Paolo di Cino de' Nobili. Tiveram a:
8. Zanobi Acciaiuoli - inimigo acérrimo dos Médicis, ao contrário de seus filhos e demais parentes, esteve em 1433 na assembleia que determinou o exílio de Cosimo de' Medici, “il Vecchio.” Foi prior em 1418 e 1430, e casou com Lia Lapaccini. Pais de:
9. Benedetto Acciaiuoli, †1506, prior em 1470, podestà de Civitella (1488). De Nanna d'Ormanozzo Dati, teve:
10. Zanobi Acciaiuoli - nascido em 26 de setembro de 1476, e casou com Ginevra Amadori, filha de Benozzo Amadori, † 1512 na ilha da Madeira, preso devido a dívidas; neta de Niccolò Amadori e bisneta de Angiolo Amadori, casado com Lucia Acciaiuoli, irmã de Neri II, † 1453, e Antonio II, ambos Duques de Atenas. Pais de:
11. Simone Acciaiuoli ou Simão Achioli, n.c. 1497, †15 de fevereiro de 1544, tronco dos Acciaiuolis e Acciolis no Brasil e em Portugal. Passou à Madeira antes de 1512, onde até 1530 foi almoxarife régio. Casou com Maria Pimentel, filha de Pedro Rodrigues Pimentel e de Isabel Ferreira Drummond.

## Membros ilustres
- Antônio Pinto Nogueira Acioly - presidente do Ceará por três mandatos durante a República Velha
- Eduardo Henrique Accioli Campos - ex-governador de Pernambuco (2007-2014)
- Francisco Accioly Rodrigues da Costa Filho - senador pelo Paraná entre 1971 e 1978[4]
- Francisco Accioly Rodrigues da Costa - advogado, Prefeito de Paranaguá
- Francisco de Barros e Accioli de Vasconcelos - organizou a imigração italiana para o Brasil
- Hildebrando Accioli - Jurista especializado em direito internacional público e Ministro das Relações Exteriores entre 1947 e 1948
- Inácio Accioli de Cerqueira e Silva - cronista-mor do Império do Brasil
- João Baptista Accioli Júnior - Senador por Alagoas
- José Inácio Accioli do Prado - Barão de Aracaju, proprietário rural durante o Império
- José Pompeu Pinto Accioli - senador pelo Ceará durante a República Velha
- Tomás Pompeu Pinto Accioli - senador pelo Ceará durante a República Velha
- Patrícia Lourival Acioli - juíza brasileira assassinada por milicianos que estavam sendo julgados por ela.